# Динарска раса
Динарска раса, још позната и као Јадранска раса, био је термин који су користи одређени физички антрополози од почетка до средине 20. вијека како би описао претежни фенотип савремених етничких група средње и југоисточне Европе (подтип Европеидне расе).